# آیت هارز الله
ایت هارز الله (به فرانسوی: Ait Harz Allah) یک منطقهٔ مسکونی در مراکش است که در مکناس تافیلالت واقع شده‌است.

## خصوصیات
ایت هارز الله ۱۳٬۳۱۰ نفر جمعیت دارد.